# Kyle T. Heffner
Kyle Troy Heffner (Chicago, 21 de mayo de 1957) es un actor estadounidense de cine y televisión.

## Carrera
Heffner estudió en la Universidad del Noroeste. Tras graduarse, se mudó a la ciudad de Los Ángeles y conoció a Garry Marshall, quien lo incluyó en el reparto de la película cómica Young Doctors in Love (1982). Heffner apareció además en las películas Flashdance (1983), The Woman in Red (1984), Runaway Train (1985), Spellbinder (1988) y When Harry Met Sally... (1989). Su papel más recordado en televisión ocurrió en la serie Rules of Engagement (2010), aunque ha registrado múltiples apariciones en la televisión estadounidense.
Heffner reside en Los Ángeles con su esposa y sus dos hijos.

## Filmografía

### Cine y televisión
- 2019 - The Downside of Bliss
- 2019 - Destination Hollywood
- 2016 - The Calamities of Jane
- 2016 - Trollhunters
- 2015 - The Exes
- 2015 - Stitchers
- 2015 - Sense8
- 2015 - Bereave
- 2015 - The Burning Dead[5]
- 2014 - Dog Treats & Jingle Toys
- 2014 - Legends
- 2014 - Private Number
- 2014 - Red Sky
- 2013 - Free Ride
- 2013 - The Book of Daniel
- 2013 - Shameless
- 2013 - Good Job, Thanks!
- 2011 - Lesbian Lovers Anonymous
- 2010 - iCarly
- 2010 - Parenthood
- 2010 - Rules of Engagement
- 2009 - The Least Among You
- 2008 - Days of Our Lives
- 2005 - Mujeres desesperadas
- 2004 - Larry David
- 2003 - Dragnet
- 2003 - Shrink Rap
- 2003 - Hellborn
- 2000 - Love, Lust & Joy
- 2000 - Gideon's Crossing
- 2000 - El tiempo de tu vida
- 1999 - The Lords of Los Angeles
- 1999 - Nash Bridges
- 1999 - L.A. Heat
- 1999 - Médicos en Los Ángeles
- 1997 - Grace al rojo vivo
- 1996 - Seinfeld
- 1996 - De repente Susan
- 1995 - Días de radio
- 1991 - Murphy Brown
- 1990 - ¿Quién es el jefe?
- 1990 - Las chicas de oro
- 1989 - Mutant on the Bounty
- 1989 - Cuando Harry encontró a Sally...
- 1988 - Angel 3
- 1988 - La trampa de la araña
- 1986 - El espantapájaros y la señora King
- 1985 - El tren del infierno
- 1985 - Señal de alarma
- 1984 - La mujer de rojo
- 1984 - Los Jefferson
- 1983 - Flashdance
- 1983 - The Facts of Life
- 1982 - Young Doctors in Love